# Arrenga de Borneo
L'arrenga de Borneo (Myophonus borneensis) és una espècie d'ocell paseriforme de la família dels muscicàpids. Es troba a l'illa Borneo (estats d'Indonèsia i Malàisia). Habita els boscos tropicals i subtropicals de frondoses humits de l'estatge montà. El seu estat de conservació es considera de risc mínim.